# Abdul Rahman ibn Abd al-Aziz
Prinz Abdul Rahman bin Abdulaziz Al Saud (arabisch عبد الرحمن بن عبد العزيز آل سعود, DMG ʿAbdul Raḥmān b. ʿAbd al-ʿAzīz Āl Saʿūd; * 1931 in Riad; † 13. Juli 2017) war einer von 44 Söhnen des Königs Abd al-Aziz ibn Saud und gehörte, da seine Mutter Hussa Al Sudairi war, zu den sogenannten Sudairi-Sieben, zu denen auch sein Bruder und späterer König Fahd ibn Abd al-Aziz zählt.
Als erster der Söhne von Abd al-Aziz ibn Saud studierte er im Westen. 1978 löste er seinen Bruder Turki ibn Abd al-Aziz als Vize-Verteidigungsminister ab, da der ins Ausland ging, insbesondere deshalb, weil er die Tochter eines verurteilten Regimekritikers geheiratet hatte, welcher die „Verwestlichung“ des Landes nicht akzeptieren wollte.
In der internationalen Presse wird Khalid bin Sultan Al Saud (* 1949) als Vize-Verteidigungsminister bezeichnet; formal ist der seit 2001 „Assistent des Verteidigungsministers“ und nicht offizieller Nachfolger von Abdul Rahman.
Prinz Abdul Rahman trat öffentlich als pragmatischer traditionell konservativer Politiker auf. Er hatte den möglichen Thronanspruch seines jüngeren leiblichen Bruders Prinz Naif akzeptiert und war somit von der Thronfolge zurückgetreten.
Prinz Abdul Rahmans besonderes Interesse galt dem Rennpferde- und Kamelsport sowie der traditionellen Falkenjagd.
Er hat aus zwei Ehen insgesamt 8 Töchter und 9 Söhne. Sein Sohn Mohammed bin Abdul Rahman ist Vizegouverneur der Provinz Riad.
| Vorgänger                      | Amt                                                 | Nachfolger                |
| ------------------------------ | --------------------------------------------------- | ------------------------- |
| Turki II bin Abdulaziz Al Saud | Vize-Verteidigungsminister Saudi-Arabiens 1978–2011 | Khalid bin Sultan Al Saud |